# Biot–Savarts lag
Biot–Savarts lag är en naturlag som beskriver sambandet mellan magnetfält och elektrisk ström i en tråd. Lagen används även inom fluiddynamiken för att beskriva virvlar. 
Sedan Ørsted 1820 hade upptäckt att en magnetnål påverkas av en elektrisk ström, gjorde Jean Baptiste Biot och Félix Savart samma år försök att mäta storleken av denna inverkan. De spände en lång tråd genom vilken de kunde leda en elektrisk ström vertikalt och upphängde vid sidan av trådens mitt en liten horisontell magnetnål, som skyddades mot luftströmmar av ett glasomhölje. För att så mycket som möjligt undgå jordmagnetismens inverkan "astatiserade" de den lilla magnetnålen medelst en stor magnetstav upplagd i närheten. Den på den lilla magnetnålen verkande kraften är proportionell mot kvadraten på det antal svängningar nålen gör i sekunden under kraftens inflytande. De fann att den kraft som utövas av den vertikala strömmen är direkt proportionell mot strömstyrkan och omvänt proportionell mot avståndet mellan strömledaren och nålen.
Lagen gavs en matematisk form av Pierre Simon de Laplace. Han visade att ett kort stycke (element) ds av en ledare genomlupen av en ström av styrkan I inverkar på en "magnetisk massa" m, som befinner sig på avståndet r, med kraften F, där
{\displaystyle F=k{\frac {mI{\rm {d}}s}{r^{2}}}\sin \alpha }
och α är vinkeln mellan strömelementets riktning och förbindningslinjen mellan ds och m; k är en konstant.
Denna lag har vidsträckt tillämpning inom elektrodynamiken. Med hjälp av densamma kan man bestämma en enhet för strömstyrkan I. Med en modern formulering i termer av ett magnetiskt fält B, skriver man 
{\displaystyle {\vec {dB}}={\frac {\mu _{0}}{4\pi }}{\frac {I({\rm {d}}{\vec {l}}\times {\hat {r}})}{r^{2}}}.}
Inom SI är μ0 den magnetiska konstanten, som är lika med 4π × 10-7 N/A2 på grund av definitionen av ampere.

## Fluiddynamik
Inom fluiddynamiken kan strömningshastigheten v i en virvel beskrivas som: 
{\displaystyle v={\frac {\Gamma }{4\pi d}},}
där {\displaystyle \Gamma } är styrkan av virveln och d är avståndet vinkelrätt till punkten från virvellinjen.